# Верхнемуллинский (совхоз)
Совхоз «Верхнемуллинский» (в последнее время ФГУП ПЗ «Верхнемуллинский») — сельскохозяйственное предприятие в Пермской (Молотовской) области и Пермском крае.
Первое упоминание содержится в документе Верхнемуллинского сельсовета от 29.10.1929. На 01.01.1935 состоял из двух участков: Кондратовского и Большесавинского, общей площадью 4603 га, с центральной усадьбой в Кондратово. В 1942 году из него выделен Большесавинский совхоз.
На 01.01.1956 совхоз «Верхнемуллинский» состоял из двух отделений: Кондратовского и Данилихинского. В 1954 году 300 га заливных сельхозугодий затоплены Камской ГЭС.
Согласно Постановлению Совета Министров РСФСР от 07.01.1960 № 10 присоединены колхозы «Новая жизнь» (Осенцы), им. Тимирязева (Верхние Муллы), «Колхозный путь» (Гамово), «Урал» (Гамово)) с 01.02.1960. После реорганизации совхоз состоял из 4 отделений (Кондратовское, Верхнемуллинское, Осенцовское, Гамовское) и объединял 26 населенных пунктов. Количество работников достигало 2,5 тысяч человек.
В начале 1970-х гг. был построен тепличный комбинат — крупнейший в Пермской области.
Согласно постановлению Совета Министров РСФСР от 08.09.1976 № 502 на базе Кондратовского отделения совхоза «Верхнемуллинский» и участков совхозов «Савинский», «Большевик», госконзавода № 9, учхоза «Липова гора» должен быть создан совхоз «Красава». Однако решение не было исполнено.
Преобразован в госплемзавод «Верхнемуллинский» с 04.06.1981 г.
В 1985 году в связи с ликвидацией Министерства плодоовощного хозяйства РСФСР совхоз «Верхнемуллинский» передан в подчинение Пермскому районному агропромышленному объединению (РАПО).
Впервые ферма КРС была создана в 1938 году (в Кондратово), местный скот, улучшенный скотом уральской черно-пестрой породы с Пермского госконзавода № 9. С 1945 года завозились остфризские быки, с 1964 года начато использование быков-производителей голландской породы. В результате племенной работы надой на корову увеличился с 1890 кг в 1939 году до 4831 кг в 1986 году.
Цитата:
```
Кондратовская котельная совхоза «Верхнемуллинский» стала отапливать весь жилой район Парковый города Перми с его почти 70 — тысячным населением. Совхоз продал городу тепла на 1,3 млн руб. (Веч. Пермь. — 1989. — 2 янв.).
```

На основании приказа Министерства сельского хозяйства от 30.10.1998 г. переименован в Федеральное Государственное Унитарное Предприятие племенной завод «Верхнемуллинский» (ФГУП ПЗ «Верхнемуллинский»)
В 2004—2005 гг. проходил через процедуру банкротства (размер требований кредиторов ФГУП "Племенной завод «Верхнемуллинский» на 20.07.04 г. составлял 207 118 997 рублей).
Предприятие ликвидировано 24 ноября 2015 года: передано в собственность ООО «Капитал-Девелопмент». Цена племзавода, установленная на торгах, составила 443 млн руб. На его базе образовано ООО «АПК „Красава“».
Награды:
- 1966, 1968, 1970 годы — переходящее Красное знамя Министерства сельского хозяйства РСФСР и ЦК профсоюза рабочих и служащих сельского хозяйства.
- 1967 год — Почётное знамя ЦК КПСС, Президиума Верховного Совета СССР, Совета Министров СССР и ВЦСПС.
- 1970 год — Ленинская юбилейная Почетная грамота ЦК КПСС, Президиума Верховного Совета СССР, Совета Министров СССР и ВЦСПС.
- февраль 1971 года — орден Трудового Красного Знамени.
- 1978 год — переходящее Красное знамя Министерства сельского хозяйства СССР и ЦК профсоюза работников сельского хозяйства.

Известные люди:
- Нифантов, Геннадий Николаевич, директор, Герой Социалистического Труда, депутат Верховного Совета СССР.
- Яблоков, Николай Матвеевич (29.04.1911-12.08.1992) — управляющий отделением, Герой Социалистического Труда (11.12.1973).
- Сидорова, Евдокия Николаевна (15.02.1922 — ?) — доярка, Герой Социалистического Труда (22.03.1966).
- Субботина, Мария Алексеевна, доярка, Социалистического Труда (1966).
- Шипигузов, Степан Дмитриевич, управляющий отделением, Социалистического Труда (1948).